# パク・イェジン
パク・イェジン(朴藝珍、朝: 박예진、1981年4月1日 - ）は韓国の女優。ソウル特別市出身。Jellyfishエンターテインメント所属。中央大学校演劇映画科卒業。身長165cm、体重48kg。血液型B型。
1999年の映画『少女たちの遺言(朝: 여고괴담 2、女高怪談2)』でデビュー。2008年のSBS『ファミリーがやってきた(패밀리가 떴다)』でイ・ヒョリ、ユ・ジェソク等と共演した。2009年のテレビドラマ『善徳女王』にキャスティングされることで降板するが、この『善徳女王』の天明公主役で女優として注目を集めた。
2016年には俳優のパク・ヒスンと結婚。

## 出演作

### 映画
- 少女たちの遺言（1999年） - ミン・ヒョシン役
- 狂詩曲（2001年） - カン・ジヨン役
- 切り抜ければ生きられる（2002年） - ユナ役
- 高校教師 恋の教育実習（2005年） - 友情出演
- 彼女はきれいだった（2006年） - カン・ヨヌ役
- 清潭菩薩（2009年） - オ・テラン役
- ヘッド(HEAD)（2011年） - シン・ホンジュ役
- Mr.アイドル（2011年） - オ・グジュ役

### テレビドラマ
- ＬＡアリラン（1995年、SBS）[4]
- ぴったり良い（2001年、SBS）[4]
- 四姉妹物語（2001年、MBC） - ユソン役[4]
- 君に出会ってから（2002年、MBC） - チョ・ヘウォン役[4]
- 張禧嬪［チャン・ヒビン］（2002年 - 2003年、KBS） - 淑嬪崔氏役[4]
- 男が愛するとき（2004年、SBS） - ジョンウ役[4]
- バリでの出来事（2004年、SBS） - チェ・ヨンジュ役[4]
- 新・若草物語（小さな淑女たち）（2004年、SBS） - ヘドゥク役[4]
- 輪廻 - NEXT（2005年、MBC） - イ・スヒョン / ヨンファ / チャウニョン / ジョンイム / クムガイン役[5]
- 大祚榮（2006年 - 2007年、KBS） - チョリン役[4]
- 人生よ、ありがとう（2006年、KBS） - チェ・ユンソ役[4]
- 偉大なるキャッツビー（2007年、tvN） - ペルス役[4]
- マイ・ボス マイ・ヒロイン～女師父一体～（2008年、OCN） - シム尚宮役[4]
- 善徳女王（2009年、MBC） - チョンミョン（天明）公主役[4]
- 憎くてももう一度（2009年、KBS） - チェ・ユニ役[4]
- マイ・プリンセス（2011年、MBC） - オ・ユンジュ役[4]
- I LOVE イ・テリ（2012年、tvN） - イ・テリ役[4]
- Mr.Back（2014年、MBC） - ホン・ジユン役[4]
- ラスト（2015年、JTBC） - ソ・ミジュ役[4]
- 私の国（2019年、JTBC） - 神徳（シンドク）王后カン氏役[4]
- 霊魂修繕工（2020年、KBS） - チ・ヨンウォン役[4]

### バラエティ
- ファミリーがやってきた（2008年）

### M-Video
- Ｋ ＜行ってよ＞（2004年）（他の出演者：チェ・ガンヒ）
- キョヌ＆マンディキーズ（Monday Kiz） ＜身震い＞（2006年）
- ピ(Rain) ＜Because of you＞（2006年）
- MCモン ＜狂いそう＞（2008年）

### テレビCM
- アシアナ航空
- ドウルネット
- カプリ
- ０１１

## 受賞歴
- 2000年 第36回百想芸術大賞新人演技賞(少女たちの遺言-ミン・ヒョシン役、以下の賞はチョンヘ役として受賞)
- 2000年 第20回映画評論家協会賞新人女優賞